# Beleg van Izmajil
Het beleg van Izmajil was een belegering door het Keizerrijk Rusland op de Ottomaanse stad Izmajil in 1790 en resulteerde in de inname van de stad.

## Izmajil

### Geografie
De stad was gelegen in een natuurlijk amfitheater en had een breed uitzicht op een brede bocht die gevormd werd door de Donau, op zo'n zestig kilometer afstand van zijn monding. Een grote vallei strekte zich uit door de stad van het noorden tot aan het zuiden, waardoor het in twee helften werd verdeeld. Het grotere westelijke gedeelte vormde het "oude fort" en het andere gedeelte bevatte het "nieuwe fort".

### De vesting
De stad Izmajil lag op een belangrijke plek waar de verschillende hoofdwegen uit de gehele regio van de monding van de Donau bij elkaar kwamen. De stad was in de vijftiende eeuw veroverd door het Ottomaanse Rijk en 1770 was de stad kortstondig door het Russische leger van Nikolaj Repnin veroverd geweest.
Nadat de Ottomanen de stad terugkeren begonnen ze met een bouwprogramma en met de hulp van Franse en Duitse ingenieurs groeide de stad uit tot een sterke vesting. Izmajil telde in totaal 200 kanonnen en had het 7 bastions, een aantal batterijen en de verdedigingsmuur rondom de stad besloeg meer dan 12 kilometer.

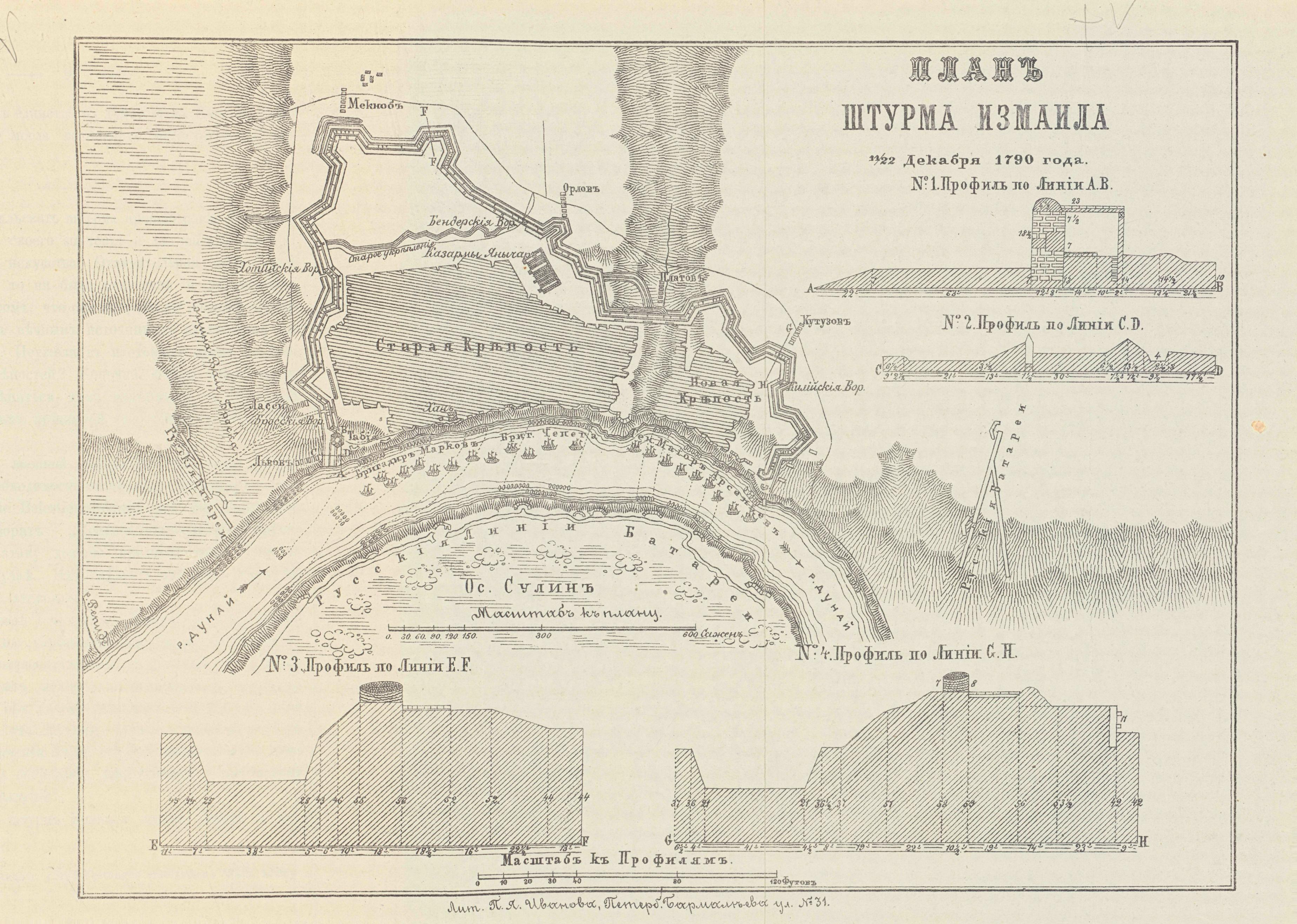
Het fort van Izmajil in 1790

Ondanks deze investeringen had de vesting zijn zwakke punten. Slechts een gedeelte van de bouwwerkzaamheden was voltooid. Zo waren een gedeelte van de grondwerkzaamheden en de aanleg van een netwerk van palissades nog niet voltooid en was er nauwelijks verdediging aan de oevers van een rivier. De Ottomanen waren ervan overtuigd dat de Russen nooit een flottielje op de Donau zouden hebben.
Het garnizoen van Izmajil stond onder het commando van Aydoslu Mehmed Pasja en bestond in totaal uit 15.000 soldaten, ondanks dat latere Russische bronnen beweren dat er 35 tot 40.000 soldaten in de stad gelegerd waren. Dit leger bestond uit 10.000 janitsaren, 3.000 Anatolische troepen, 2.000 infanteristen en 300 Tataren. Daarnaast waren er nog 2.900 bewoners onder de wapenen. Slechts een kwart van de Ottomaanse troepen was in goede conditie.

## Aanloop
In de zomer van 1790 sloten de Russen vrede met Zweden met het Vrede van Värälä. Door deze vrede konden de Russen zich focussen op het front aan de monding van de Donau. Het belangrijkste doel van de nieuwe veldtocht was het veroveren van de stad Izmajil. De verovering van deze stad was essentieel voor voor het voortzetten van hun militaire operaties in de buurt van de Donaudelta.
Op 29 oktober veroverde Michail Koetoezov het fort van Kiliia. Kort daarop vielen ook de vestingen van Tulcea en Isaccea. Slechts Izmajil restte nog voor het Russische leger. In november trok een leger van 25.000 Russen onder de leiding van de generaals Ivan Goedovitsj, Pavel Potjomkin en Aleksandr Samojlov op naar Izmajil onder de begeleiding van een flottielje van José de Ribas.

## Beleg

### Eerste poging

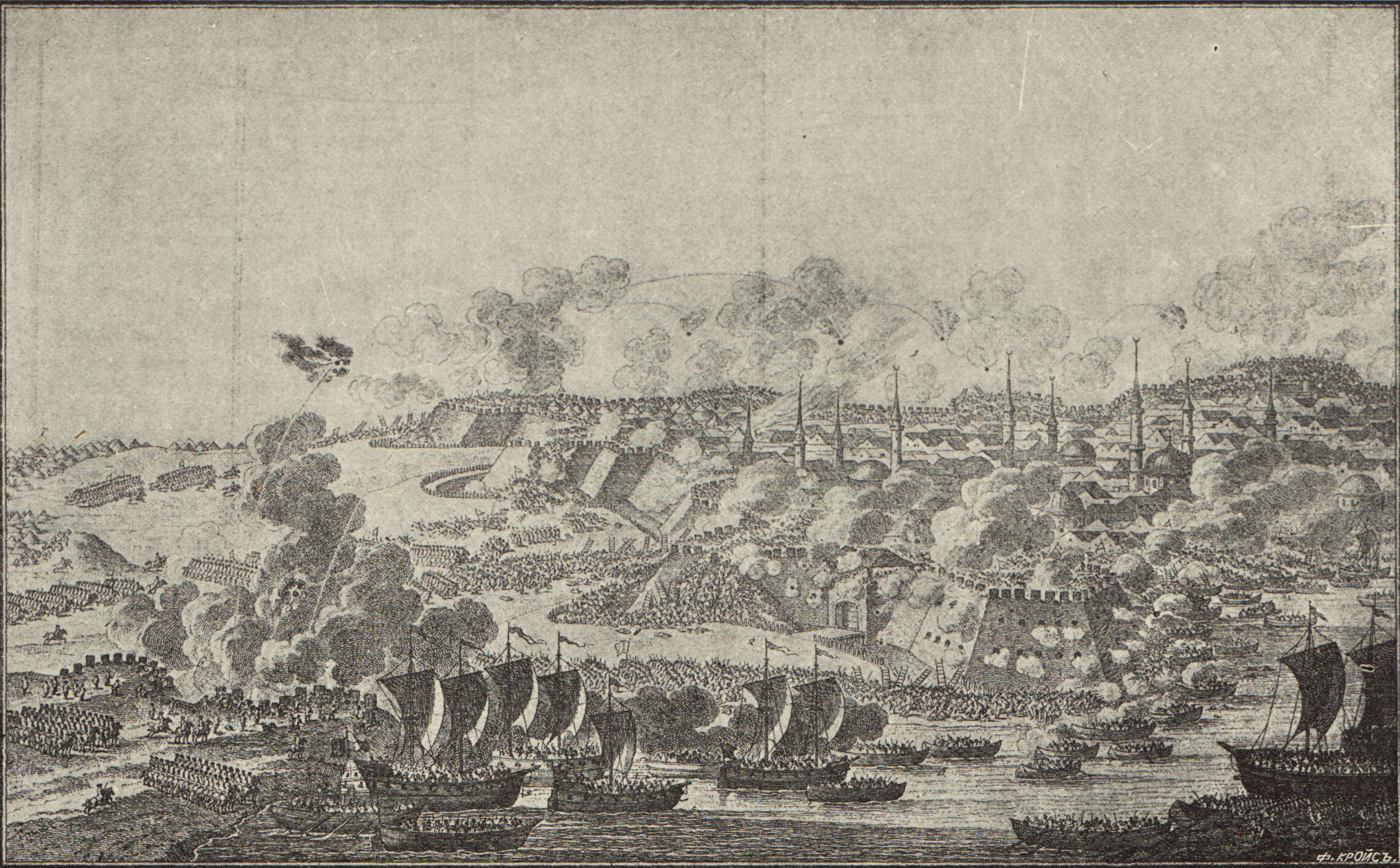
Belegering van Izmajil

Het Russische leger nam bij aankomst posities in rondom de stad, terwijl Ribas met zijn flottielje de rivier afsloot om zo het fort van het land te isoleren. In december bereikte de belegering een impasse. Het Ottomaanse garnizoen was vastbesloten om het fort te verdedigen en hoopte dat de grootvizier een ontzettingsleger zou sturen. Ondertussen leden de Russische troepen onder de koude weersomstandigheden, maar bleven bezig met het aanleggen van hun batterijen en het graven van loopgraven. Daarnaast werd het Russische leger geplaagd door het feit dat de verschillende legeraanvoerders weigerden om elkaar bij te staan.
Op 6 december besloten de legeraanvoerders om te beginnen met een massaal bombardement en fingeerden een stormloop in de hoop dat de verdedigers zich zouden overgeven. Het plan werkte niet waarop de soldaten het teken kregen om het kamp op te breken. In de hoop Izmajil alsnog te veroveren besloot Grigori Potjomkin om generaal Aleksandr Soevorov te vragen om de klus te klaren. "Met God's Hulp! Verover deze plaats!" schreef hij hem eind november al.

### Komst van Soevorov

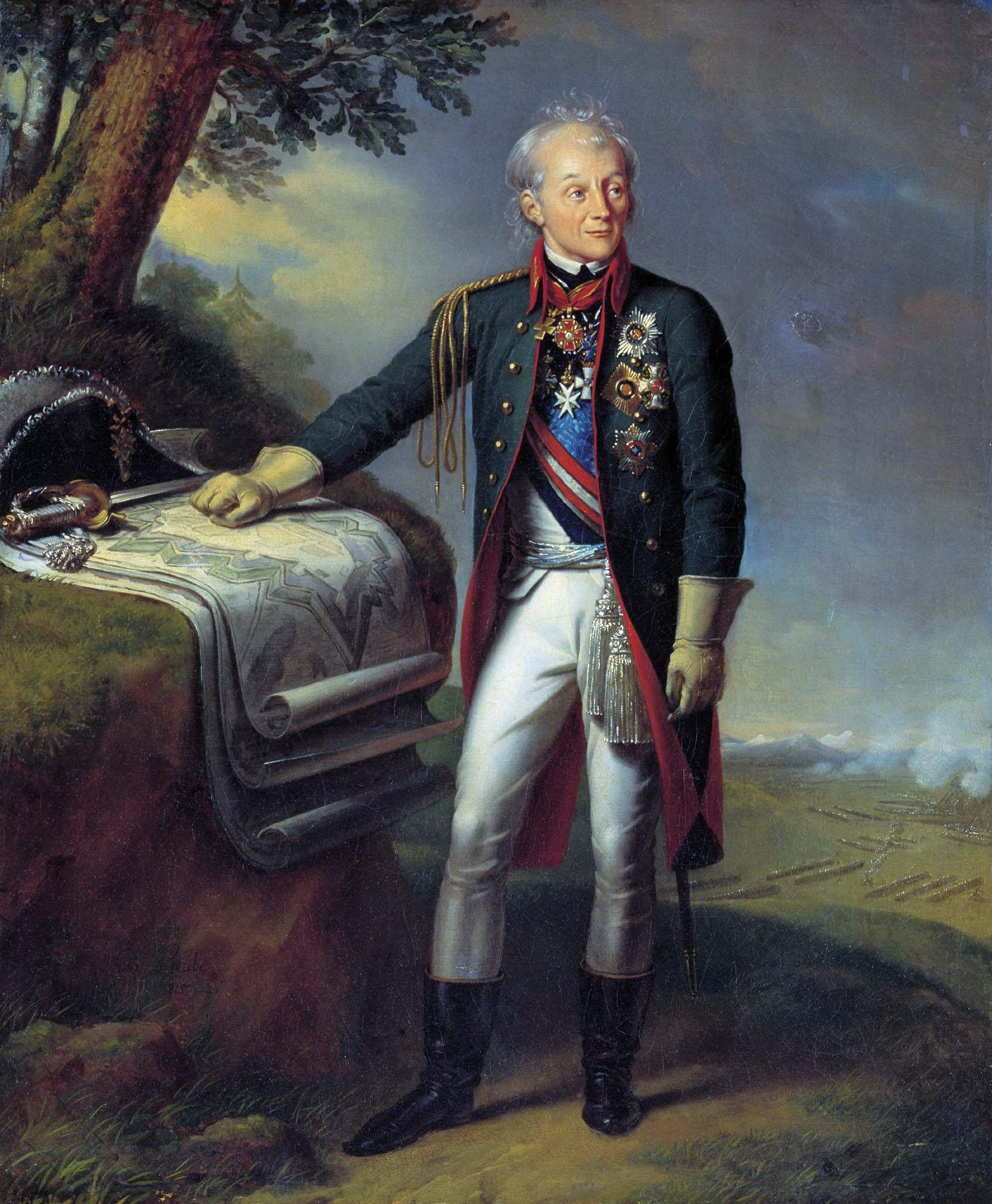
Portret van Soevorov, geschilderd door Charles de Steuben.

Op 11 december vertrok Soevorov uit Galați en binnen twee dagen arriveerde hij in het kamp van de belegeraars. Hij was nog net op tijd om de orders voor het opbreken van het kamp ongedaan te maken. Soevorov ging direct over tot het voorbereiden van een stormloop. Hij hergroepeerde het leger, stelde disposities op, begon met de bouw van artilleriebatterijen en zag persoonlijk toe op het drillen van de soldaten. Na een week van voorbereidingen was het leger op 19 december klaar. Soevorov stuurde een boodschapper naar de stad voor overgave en liet hen weten dat als ze zich niet overgaven dat het onschuldige bloed van vrouwen en kinderen zou vloeien.

### Stormloop
In de ochtend van 21 december begonnen de Russische kanonnen met het bombarderen van het fort. Het bombardement hield aan tot drie uur 's middags. De volgende ochtend begon de stormloop. Soevorov had zijn leger opgedeeld in drie gedeeltes: majoor-generaal de Ribas voerde zo'n 9.000 soldaten aan die de rivier moesten oversteken en het kwetsbare zuidelijke gedeelte moesten aanvallen. Op de rechtervleugel zouden 7.500 soldaten onder leiding van Pavel Potjomkin het oude westelijke gedeelte aanvallen. De linkervleugel, 12.000 soldaten onder Aleksandr Samojlov, had de taak om het oostelijk gedeelte te veroveren. Ieder gedeelte was op zijn beurt weer opgedeeld in drie aanvalskolonnes.

Het is onmogelijk, zonder dat je het zelf gezien hebt, om een idee te vormen van de grote hoogtes van de muren die de soldaten moesten beklimmen.
— Armand-Emmanuel du Plessis

Het Ottomaanse vuur eiste vele slachtoffers onder de Russische soldaten die de gracht wilden slechten. De Russische soldaten gooiden bundels in de gracht om vervolgens de glacis te beklimmen. Koetozov was onder een van de eerste die de ladders wisten te beklimmen, maar werd door een tegenaanval van de Ottomanen teruggeslagen tot tweemaal toe. De strijd tussen de Russen die het fort bestormden en de Ottomanen gingen gelijk op, maar een doorbraak werd geforceerd door het leger onder leiding van Ribas dat de slecht bewaakte zuidkant had aangevallen.
De Ottomanen konden de gecoördineerde aanvallen niet meer blijven afslaan en weldra konden de Russen de bastions veilig stellen om vervolgens Izamjil in te trekken. Om de opmars te vertragen verdedigden de Ottomanen zich in huizen die ze barricadeerden en deze huizen werden een voor een veroverd. Koetozov wist op het centrale plein van Izmajil het Tataarse leger onder leiding van vorst Kaplan Giray. Na een halfuur waren alle 400 Tataren gedood. Toen de meeste van de Ottomaanse soldaten om hem heen gedood waren gaf Aydoslu Mehmed Pasja zich ook over. Er volgde een incident en hierop werden de gevangen genomen soldaten afgeslacht.

### Slachting
De gevechten in de stad hielden tot in de middag aan en leidde tot een bloedbad. "Het is niet overdreven om te zeggen dat de goten van de stad roodgekleurd waren door het bloed", schreef een ooggetuige. Tijdens de slachting vielen naast soldaten ook vrouwen en kinderen ten prooi aan de Russische soldaten. De soldaten bleven de stad tot in de avond plunderen. Zelfs de kleding werd van de lijven van de bewoners getrokken voor ze werden gedood. Soevorov gaf later toe dat de opbrengsten van de plundering meer dan 1 miljoen roebels bedroegen.

## Nasleep

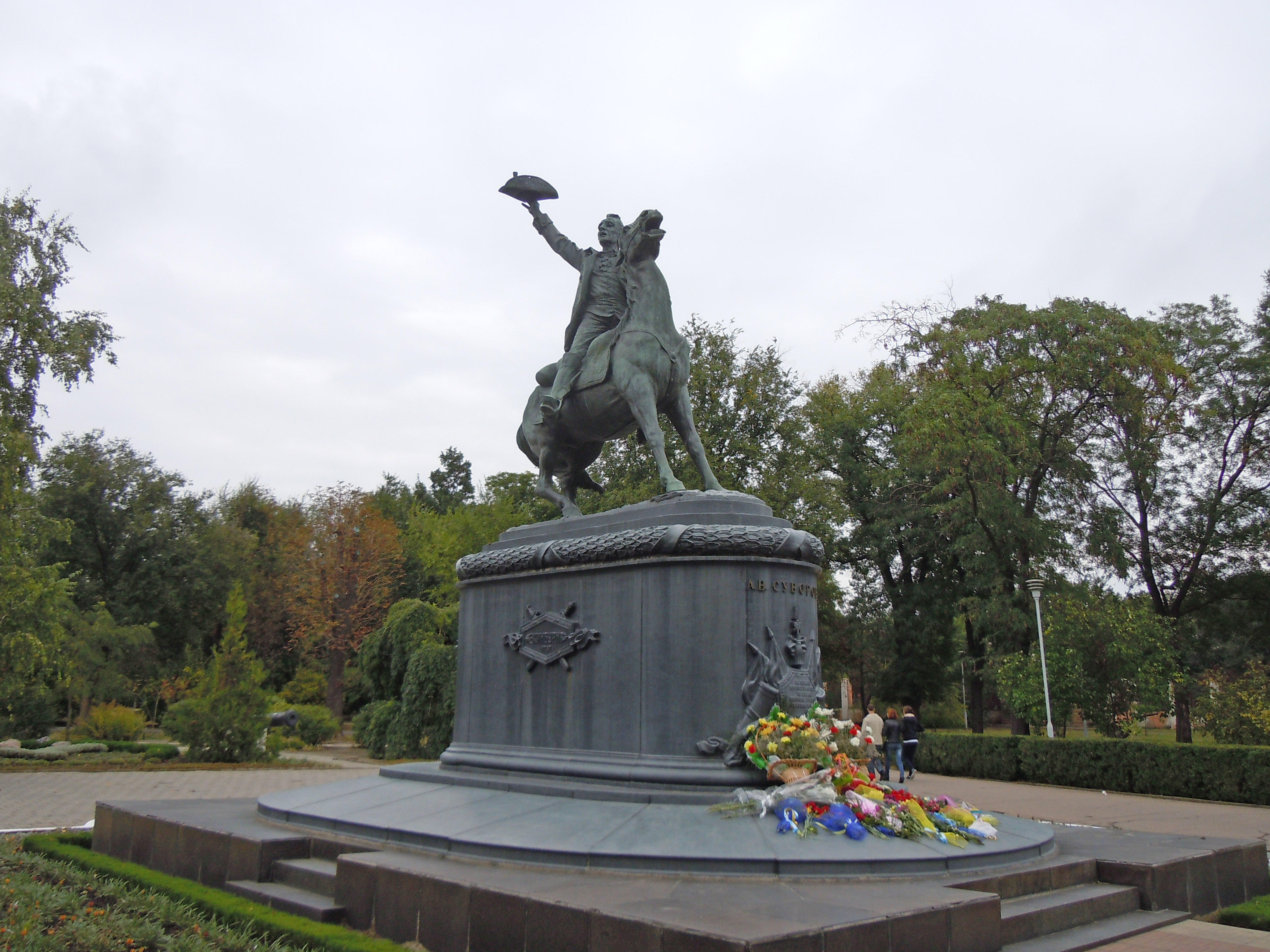
Het ruiterstandbeeld voor Soevorov in Izmajil werd in 2022, tijdens de Russische invasie, door het stadsbestuur uit het straatbeeld verwijderd.

Na de inname van Izmajil werd Koetozov benoemd tot commandant van de stad en hij nam de eerste maatregelen om een einde te maken aan de plunderingen. Soevorov schreef naar aanleiding van de aanval dat ze "een complete overwinning" hadden behaald. In zijn relaas trachtte hij te verbloemen dat zijn leger groter was dan dat van zijn vijand. Hij blies het aantal van het verdedigende leger op tot 35.000 soldaten. Zijn rapport legde het fundament voor het officiële narratief over de verovering van Izmajil dat de publieke herinnering van de Russen voor enkele generaties zou bepalen.
Keizerin Catharina II van Rusland liet een speciale kerkdienst en diverse festiviteiten houden ter ere van de verovering van Izmajil. Door deze feestelijkheden maakten van de verovering van Izmajil een van de grootste militaire prestaties van Rusland. De Russische poëet Gavrila Derzjavin en de componist Osip Kozlovski herdachten de overwinning met een speciaal lied dat voor het eerst ten gehore werd gebracht in mei 1791. Ook Lord Byron beschreef het beleg van Izmajil in zijn meesterwerk Don Juan.